# Paracoptops papuana
Paracoptops papuana là một loài bọ cánh cứng trong họ Cerambycidae.